# Pielgrzymka (gromada w powiecie złotoryjskim)
Pielgrzymka – dawna gromada, czyli najmniejsza jednostka podziału terytorialnego Polskiej Rzeczypospolitej Ludowej w latach 1954–1972.
Gromady, z gromadzkimi radami narodowymi (GRN) jako organami władzy najniższego stopnia na wsi, funkcjonowały od reformy reorganizującej administrację wiejską przeprowadzonej jesienią 1954 do momentu ich zniesienia z dniem 1 stycznia 1973, tym samym wypierając organizację gminną w latach 1954–1972.
Gromadę Pielgrzymka z siedzibą GRN w Pielgrzymce utworzono – jako jedną z 8759 gromad na obszarze Polski – w powiecie złotoryjskim w woj. wrocławskim, na mocy uchwały nr 35/54 WRN we Wrocławiu z dnia 2 października 1954. W skład jednostki weszły obszary dotychczasowych gromad Pielgrzymka i Wojcieszyn ze zniesionej gminy Pielgrzymka w tymże powiecie. Dla gromady ustalono 14 członków gromadzkiej rady narodowej.
31 grudnia 1961 do gromady Pielgrzymka włączono wsie Nowa Wieś Grodziska, Sędzimirów i Czaple ze zniesionej gromady Nowa Wieś Grodziska w tymże powiecie.
31 grudnia 1961, na mocy uchwały nr 20 WRN we Wrocławiu z 6 października 1961, do gromady Pielgrzymka miano też włączyć wieś Twardocice ze zniesionej gromady Twardocice w tymże powiecie. Mimo opublikowania uchwały w Dzienniku WRN z 20 grudnia 1961, Rada Ministrów uchwałą nr 510/61 z 28 listopada 1961 odmówiła zatwierdzenia aktualnego punktu uchwały WRN, przez co do zmiany tej nie doszło.
1 lipca 1968 do gromady Pielgrzymka włączono obszar zniesionej gromady Twardocice w tymże powiecie.
Gromada przetrwała do końca 1972 roku, czyli do kolejnej reformy gminnej. 1 stycznia 1973 w powiecie złotoryjskim reaktywowano gminę Pielgrzymka.